# Olimpíada Universitária de Matemática Galois-Noether

Pôster da VI Olimpíada Universitária de Matemática Galois-Noether, realizada em 2016.

A Olimpíada Universitária de Matemática Galois-Noether (em espanhol: Concurso Universitario de Matemáticas Galois-Noether) é uma olimpíada internacional de matemática que ocorre anualmente e é destinada a alunos de graduação. Tem como objetivos difundir a importância da resolução de problemas na Matemática e áreas afins, detectar jovens talentosos e ajudá-los a desenvolver suas carreiras na Matemática e criar uma comunidade incumbida de resolver problemas matemáticos. Ela é uma das Olimpíadas Internacionais de Ciências, e é organizada pela UNAM.

Ela foi disputada pela primeira vez em 2010 e foi realizada anualmente desde então. Atualmente aproximadamente 10 países participam da competição. 
O nome da competição é uma homenagem a dois grandes matemáticos: a matemática alemã Emmy Noether e o matemático francês Évariste Galois.

## Países participantes
Em geral, participam países da América Latina e Ibero-América. Os participantes em 2017 foram:
- Argentina
- Brasil
- Chile
- Colômbia
- Costa Rica
- Equador
- El Salvador
- Espanha
- Guatemala
- México
- Portugal
- Venezuela

## Formato

### Provas
A competição consiste de duas fases. A primeira fase consiste em exame qualificatório de múltipla escolha contendo 25 questões. Qualificam-se para a fase final os 15% melhores colocados levando-se em consideração os resultados internacionais.
A prova da fase final consiste de 6 problemas matemáticos, sendo que cada um vale 7 pontos. Os competidores dispõem de quatro horas em meia para resolver os seis problemas. Os problemas abarcam temas de matemática universitária como teoria dos números, geometria, combinatória, análise, cálculo, topologia e álgebra. A resolução dos problemas necessita de grande inteligência e habilidades matemáticas.

### Premiação
Os estudantes são classificados conforme suas pontuações. O número de alunos premiados é o mais próximo possível, porém sem ultrapassar, 15% do total de participantes. Todos os finalistas recebem certificado de premiação.
Prêmios especiais podem ser dados a soluções de grande elegância ou envolvendo boas generalizações de um problema.

## Brasil na Galois-Noether
O Brasil iniciou sua participação na Galois-Noether em 2015 e desde então vem obtendo resultados cada vez mais expressivos.

Ao todo, o Brasil já teve 14 estudantes premiados na competição e sua delegação foi composta por um recorde de 24 alunos em 2016.
Desde 2018, a Olimpíada Brasileira de Matemática utiliza a prova da primeira fase da Olimpíada Internacional Galois-Noether como sua primeira fase.

### Seleção
O método de seleção para a Galois-Noether varia de país para país. No Brasil a seleção para a Galois-Noether é feita a partir da Olimpíada Brasileira de Matemática, donde participam na competição internacional todos os participantes da OBM.
Deste processo de seleção participam todos os alunos premiados com medalhas de ouro, prata, bronze e menções honrosas na OBM do ano imediatamente anterior ao processo de seleção.
O processo de seleção em geral é feito da seguinte forma:
1) A comissão encarregada da seleção das equipes que representarão o Brasil nas competições internacionais (CES) deve elaborar rankings com a classificação e pontuação de todos os alunos participantes do processo em cada um dos seguintes eventos:
i) Resultado na OBM;
ii) Provas de seleção;
iii) Listas de treinamento.
2) Finalmente a CES envia esses dados com uma sugestão de equipe para apreciação pela Comissão de Olimpíadas, que pode aprová-la ou sugerir as modificações que considerar adequadas. Caso CES e Comissão de Olimpíadas não entrem em acordo, a Comissão de Olimpíadas tem a última palavra.
3) A CES e a Comissão de Olimpíadas podem, se julgarem conveniente, levar em consideração os resultados dos estudantes em olimpíadas anteriores ou em provas de seleção e listas de preparação para outras olimpíadas.
4) Assim como na OBM, não há revisão de notas em ii e iii.

### Resultados obtidos
Fonte: 
| Ano   | País Sede[SEDE] | 1º lugar | 2º lugar | 3º lugar | Honra | nº Part. |
| ----- | --------------- | -------- | -------- | -------- | ----- | -------- |
| 2015  | México          | 1        | 1        | 0        | 0     | 3        |
| 2016  | México          | 0        | 1        | 0        | 5     | 24       |
| 2017  | México          | 0        | 0        | 1        | 5     | 18       |
| TOTAL | TOTAL           | 1        | 2        | 1        | 10    | 45       |

- ^  refere-se à sede das correções de provas.

### Delegações Brasileiras
As delegações brasileiras, compostas pelos finalistas da competição, nos últimos três anos foram:
- 2015[14]
  - Cássio Henrique Vieira Morais
  - Lucas da Silva Reis
  - Pedro Augusto de Paula Barbosa

- 2016[15]

| - - Alberto Mizrahy Campos - Ana Karoline Borges Carneiro - André Filipe Braga Lelis - Aureliano Araujo Barcellar Junior - Daniel de la Riva Massaad - Daniel Eiti Nishida Kawai - Davi Coelho Amorim - David Stolnicki - Douglas de Araujo Smigly - Érika Rizzo Aquino - Igor Albuquerque Araujo - Lucas Mioranci | - - Luíze Mello D'Urso Vianna - Manoel Zanoelo Jarra - Matheus Duzi Ferreira Costa - Moroni Silverio Flores - Pedro Freire Mascarenhas Pontes - Pedro Henrique Alencar Costa - Rafael Filipe dos Santos - Raphael Mendes de Oliveira - Thiago Ribeiro Tergolino - Valentino Amadeus Sichinel - Wagner Fonseca Rodrigues - Yure Carneiro de Oliveira |

- 2017[16]

| - - Ana Karoline Borges Carneiro - Bernardo Sobral Werneck - Douglas de Araujo Smigly - Felipe Reyel Feitosa de Sousa - Gabriel Picanço Costa - Hudson William Braga Vieira - João Baptista de Paula e Silva - João Pedro de Araújo Xavier - Luíze Mello D'Urso Vianna | - - Marina Pessoa Mota - Rafael Filipe dos Santos - Rafael Kazuhiro Miyazaki - Raphael Mendes de Oliveira - Tafnes Silva Barbosa - Thiago Ribeiro Tergolino - Victor Tadeu Tetsuo Suzuki - Vinícius Francisco Vieira Ferreira - William Rodrigues Machado |